# 王明右倾投降主义
王明右倾投降主义指1937年至1938年，抗日战争时期，中国共产党內，與國民黨聯合抗日的策略與思想，以王明为代表。中國共產黨認爲此策略放弃了共產黨对抗日戰爭的领导权，是错误的，具有投降主义思想，所以稱爲“王明右倾投降主义”。
1937年抗日战争爆发后，实现第二次国共合作。11月，驻共产国际代表王明从苏联莫斯科回国。12月，在中共中央政治局会议上，他作了《如何继续全国抗战和争取抗战胜利》的报告。会后，王明到武汉任中共中央长江局书记，使政策贯彻到长江局，影响到长江局。到1990年代以后，史学界对此事有更多不同观点。

## 经过
1938年2月27日至3月1日召开的中共中央政治局会议上，王明作了《目前抗战形势与如何继续抗战和争取抗战胜利》的报告。報告的主要內容爲：
- 主张以“抗日”、“降日”，而非阶级、黨派，划分友敌。
- 主张统一战线，反對中国共产党在抗日戰爭中独立自主的思想。
- 主张建立统一的国防军，统一指挥，统一纪律，统一武装，统一供给，统一作战计划。
- 關於群众运动與组织，主张由国民政府登记、立案，取得合法與统一。
- 反对游击战，主张正规战。[1]

会议在毛泽东等人的坚持下，并没有形成决议。会议决定增补王明、陈云、康生为中共中央书记处书记。会议根据共产国际的意见，实行集体领导分工负责的原则，张闻天仍主持党务等日常工作，毛泽东负责军事，王明负责统一战线工作。会议决定由周恩来、王明、博古、叶剑英组成中共代表团，负责与国民党谈判。由于毛泽东为主的主张已经在全党占统治地位，王明的错误只在局部地区一度产生过影响。例如闽粤边游击队负责人何鸣率部接受国民党的改编，由于毫无防范，致使近千名游击队指战员被国民党军队包围缴械，毛泽东把这类现象称为“何鸣危险”。
王明被分配到武汉去负责中共中央长江局的工作。他到达武汉后，继续推行右倾投降主义，在未经中共中央同意的情况下发表与中共中央相左的意见，并擅自以毛泽东的名义发表谈话，他就在自己2月27日报告的基础上写了题为《仨月政治局会议的总结》的长篇文章，在党刊《群众》周刊第19期（1938年4月24日出版）上公开发表，把自己的观点当做政治局的意见加以宣扬。王明在长江局的独断专行、不遵守纪律的行为以及在统一战线问题上过分退让的言论，引起毛泽东、张闻天等中央领导人的不安。3月中央政治局会议后，决定派任弼时去莫斯科，向共产国际汇报中国共产党的情况和抗日战争形势。任弼时到达莫斯科后，共产国际负责人从任弼时的汇报中了解到中国抗日战争的形势、发展趋势和前途，抗日民族统一战线的基本情况，国共新合作的特点、困难与阻碍，共产党的方针和任务等方面情况。6月11日，共产国际执委会主席团就中国革命问题作出决议，肯定抗战以来中共的政治路线是正确的。不久，任弼时接替王稼祥，担任中共驻共产国际代表团团长；王稼祥准备回国。
王稼祥回国之前，共产国际领导人季米特洛夫接见了王稼祥。季米特洛夫很关心中国共产党的领导人和党内团结问题。他请王稼祥转告中国共产党全体党员，都必须支持毛泽东为中共中央的主要领导人。他还请王稼祥转告王明，指出，王明缺乏实际工作经验，不应争当领袖。王稼祥回国后，在1938年9月中共中央政治局扩大会议上如实地传达了季米特洛夫的讲话。
到此，清算王明右倾投降主义的时机已经成熟，中共中央决定召开六届六中全会。王明不服从中共中央决定，要求中央把六中全会的会址移到武汉。毛泽东和中央坚决拒绝了王明的要求。六中全会于1938年9月29日至11月6日在延安举行。会议开始后，王稼祥再次传达了季米特洛夫的临别赠言，这对全会克服王明右倾投降主义的错误起了重要作用。1938年9月至11月召开的中共六届六中全会，毛泽东代表中央做《论新阶段》的政治报告，会议批评了王明的右倾投降主义错误，确定了全党独立自主的领导抗日武装斗争的方针和政策。全会确定敌后抗战总的战略部署是“巩固华北，发展华中”。为此，全会决定撤销王明负责的长江局，设立中共中央南方局（书记周恩来）和中共中央中原局（书记刘少奇），东南分局改为中共中央东南局（书记仍为项英）；决定充实中共中央北方局，由朱德、彭德怀、杨尚昆组成常务委员会，书记杨尚昆。长江局的撤销，代表中共从组织上克服了王明的影响。

## 评价
1941年10月，毛泽东在中央书记处工作会议上对王明这个时期的错误做了以下概括：
1. 对形势估计问题——主要表现乐观；
2. 国共关系问题——忽视在统战下的独立性与斗争性；
3. 军事策略问题——王明助长了反对洛川会议的独立自主的山地游击战的方针；
4. 组织问题——长江局与中央的关系是极不正常的，常用个人名义通电给中央与前总，有些是带指示性的电报。不得中央同意，用中央名义发表了许多文件。

毛泽东主张王明等领导的中共中央所犯的“左”倾错误是路线错误。王明拒不承认错误，对毛泽东等的批评逐条进行反驳和辩解。之后，王明借口有病，不参加中央的会议和整风运动。1943年9月上旬至12月初，中共中央连续召开三次政治局会议，讨论王明在土地革命战争时期和抗战初期“左”的和右的错误。
1977年11月16日，梁漱溟在《一个英雄两个恶人》中，对王明在这个时期的表现评价极低，“陈绍禹为斯大林主持的第三国际内中国党的代表，其在党内权势高，气焰凌人。我初遇之于武汉，当时他对蒋记国民党的态度忽左忽右，传为笑柄。嗣以政府退守重庆，彼此又聚晤于国民参政会。中共在参政会上所提议案由中共诸参政员一同列名，以陈绍禹之名居首，且由他发言做说明。……陈虽气盛而身躯则短，在参政会场发言，有时或纵身跳跃起来。1946年3月我第二次造访延安时，陈忽来招待处看我，面容消瘦，意兴不佳，自云一场大病初愈。据传说陈遭受党内群众大会斗争也。……陈是否有张国焘那样许多罪恶行为，我不知道，第以其见恶于人者颇深，即以归属于恶人耳。”
胡乔木在1990、1991年《关于党的历史文献的编辑和批判第三次“左”倾路线的几篇文章》的谈话中提到：“在抗战中，共产党、八路军、新四军的力量发展壮大起来了。这都是坚持统一战线中独立自主原则的结果，都是与王明的右倾主张相反的。王明回国后在延安指责党中央坚持独立自主的许多正确作法，到武汉时发表了许多宣扬右倾思想的文章。蒋介石对王明的一套根本不感兴趣。蒋介石并不认为王明是共产国际派来的什么大人物，有什么分量。所以王明搞的那一套在武汉完全碰壁。以后王明要用他的那一套保卫武汉，结果越来越保不住了。仅仅靠讲演、游行、宣传，是保卫不了武汉的。本来，长江局如果利用在武汉七八个月的时机着重搞抗日游击战的工作，力量就用到点子上了。当然，武汉工作还是有成绩的。王明搞了几个月，犯了右倾错误。六届六中全会上批评了他的错误。”
杨奎松则认为，这是基于王明在武汉时期与毛泽东的矛盾，主张王明引起来的矛盾，并不仅仅是与毛泽东个人之间的矛盾，它更多地表现为武汉与延安，即王明与中共中央书记处的矛盾；第二，武汉与延安之间的这种矛盾，很大程度上也不仅仅在于双方对统一战线方针和策略问题的看法不同，而关于中共中央权威性问题。其中包括王明不经过延安同意，即以中共中央名义发表各种宣言、声明，及擅自以毛泽东个人名义发表谈话；此外直接或间接地与延安的中共中央书记处分庭抗礼，发展到了公然否认延安中共中央书记处权威性的地步。
长期以来，一直把王明在抗战初期的错误称为“右倾投降主义”。2002年出版的由中共中央党史研究室编写的《中国共产党历史》第一卷下册，才改变了这种提法，只说王明在抗战初期犯了“右倾错误”，没有再提“右倾投降主义”。一些学者又提出了新的看法，认为不能再把王明抗战初期的错误看作右倾错误。如果站在中共党史的角度，王明的一些做法当然可以认为是右的；但如果站在中国现代史的角度，就不能认为王明在抗战初期是右倾的。比如李东朗主张：“王明右倾错误，主要不是在理论、认识方面的问题（虽然也存在认识方面的错误）。他在提出一切经过抗日民族统一战线口号之同时，又强调了维护中国共产党根本利益的内容，似乎认识是全面的，谈不上右倾错误的问题。他的问题是在处理统一战线和国共关系的具体问题上，不能坚持原则，应对乏力，表现右倾。王明在抗战初期的最大错误是把个人凌驾于中央之上，在组织上闹独立性。这是王明抗战初期错误的主要问题，也是其犯错误的根源”。